# Eugène Gaspard Marin

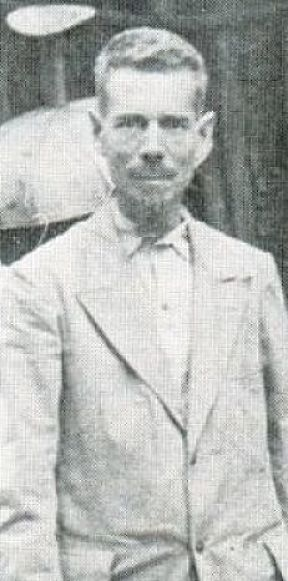
Eugène Gaspard Marin in 1931

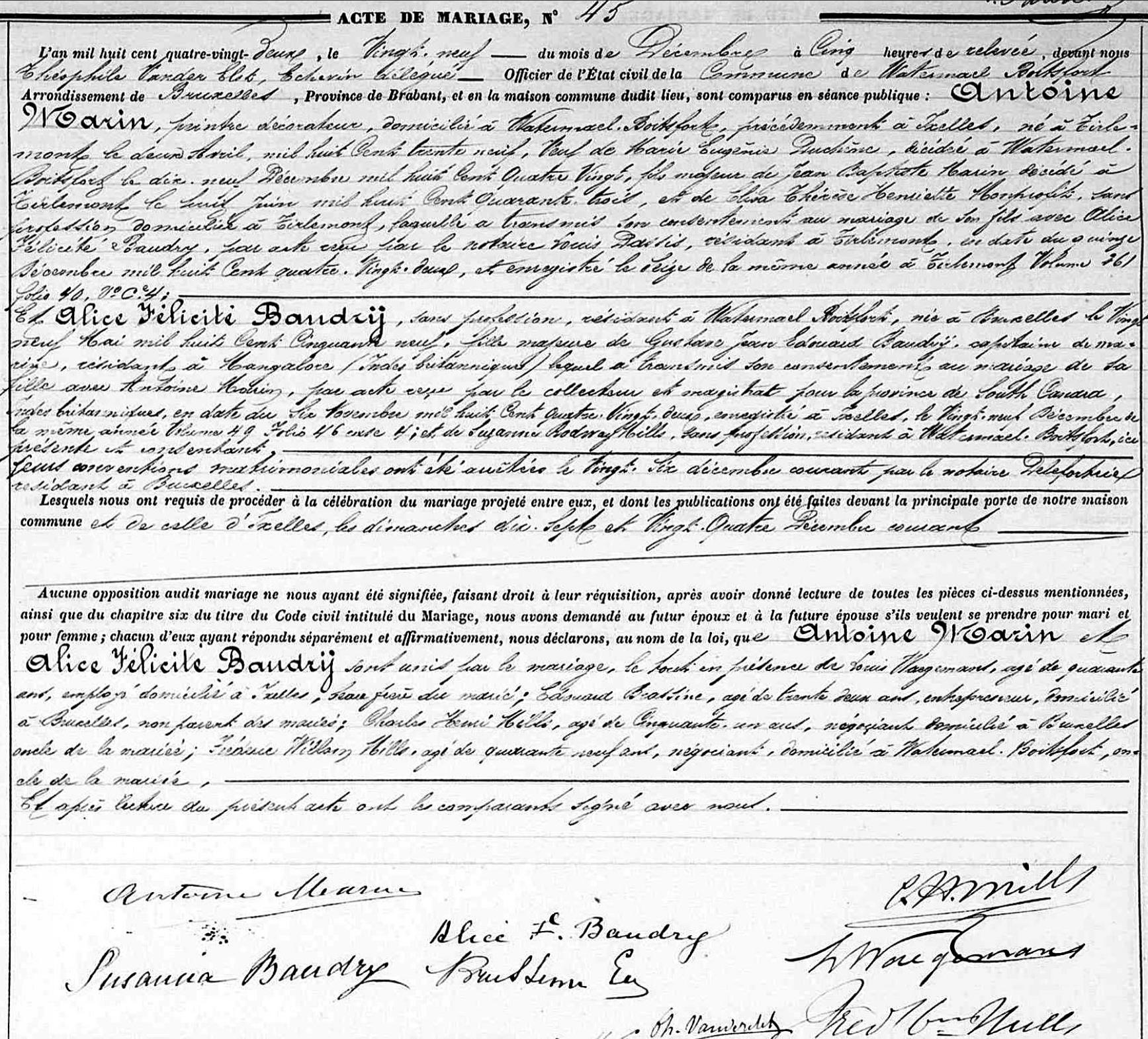
Huwelijksakte van de ouders, 1882

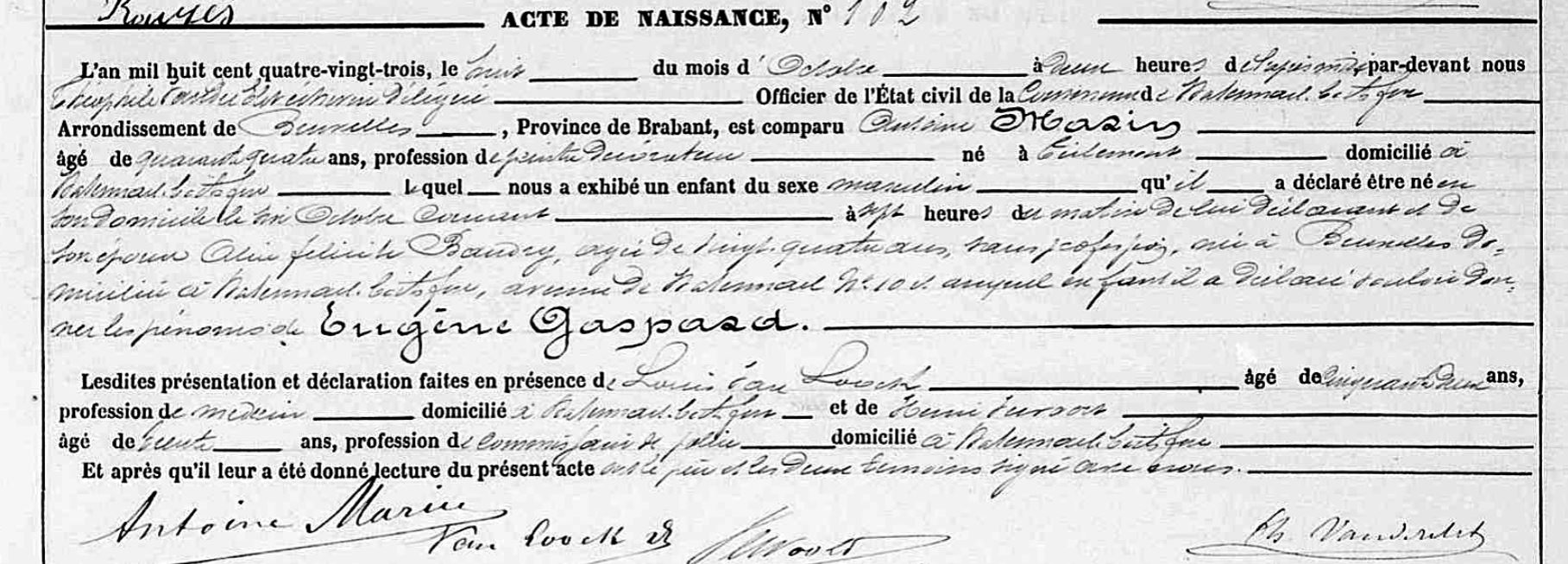
Geboorteakte, 1883

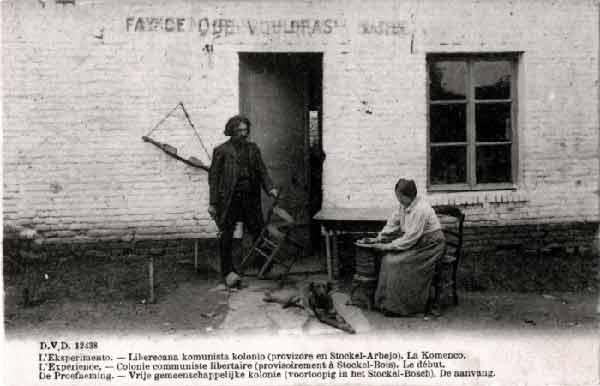
De libertair-communistische kolonie L'Expérience, begin 20e eeuw

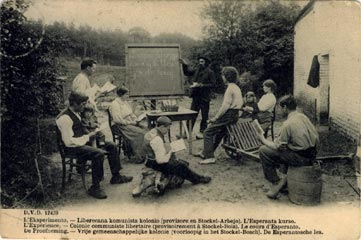
Esperantocursus in L'Expérience

Eugène Gaspard (Gassy) Marin (Watermaal-Bosvoorde, 8 oktober 1883 – Whiteway, 27 september 1969) was een Belgisch decoratieschilder, typograaf, libertair en esperantist, pionier van de libertaire beweging.
Hij beëindigde zijn studies antropologie in 1914 en ondernam van 1928 tot 1938 een wereldreis.
Het laatste deel van zijn leven bracht hij door in Groot-Brittannië, in de tolstojaanse kolonie van Whiteway, bij Stroud.

## Biografie
Antoine Marin, de vader van Gassy, was een zelfstandig schilder, afkomstig uit Tienen. Zijn moeder, Alice Baudry, was geboren in Brussel. Zijn grootouders van moederskant waren Gustave Baudry, zeekapitein residerend in Mangalore, en Suzanne Rodway Mills, wonend te Watermaal-Bosvoorde. Twee in België verblijvende ooms van Alice Baudry, Charles Henry en Frederic William Mills, beiden négociant, waren getuigen bij het huwelijk van Antoine en Alice.
Onder invloed van de werken van Leo Tolstoj werd Gassy Marin in september 1905 lid van de libertaire groep L'Expérience, opgericht in Stokkel-Bos door Émile Chapelier en diens gezellin Valentine David. Hij was er secretaris en werkte mee aan de activiteiten en publicaties van de kolonie.
Hij schreef voor L'Insurgé en later voor L'Émancipateur, de organen van de Groupement communiste libertaire (GCL) waarbij L'Expérience aangesloten was.
Als militant esperantist schreef hij met Émile Chapelier Les anarchistes et la langue internationale espéranto, een tekst die diende als verslag aan de Anarchistische Internationale van Amsterdam in 1907.
Vanaf juni 1907 gaf L'Expérience een eigen blad uit, Le Communiste, waarvan Gassy drukker-uitgever was en dat hij voortzette na de ontbinding van de commune in februari 1908.
Daarna sloot hij zich aan bij de Groupe révolutionnaire de Bruxelles die een nieuwe generatie anarchisten groepeerde van individualistische en illegalistische strekking. Leden waren onder meer Édouard Carouy, Jean De Boë, Rhillon, Victor Kibaltchiche (Victor Serge) en Raymond Callemin. De groep publiceerde vanaf augustus 1908 het maandblad Le Révolté. Een blad met dezelfde titel was al verschenen van 1879 tot 1894.
Met zijn gezellin Jeanne Martin volgde hij in 1910 te Brussel cursussen sociale wetenschappen aan de Université libre de Bruxelles. Daar studeerde hij ook antropologie tot in 1914.
Bij het uitbreken van de Eerste Wereldoorlog vluchtten beiden naar Groot-Brittannië, waar zij zich aansloten bij de tolstojaanse kolonie van Whiteway, bij Stroud. Hij was er secretaris van 1914 tot 1928 en stichtte er een school die bestond van 1920 tot 1936.
Van 1928 tot 1938 maakte hij een wereldreis. Bij de bewoners van onder meer Somalië, India, Sumatra en China verrichtte hij uitgebreide antropologische observaties.

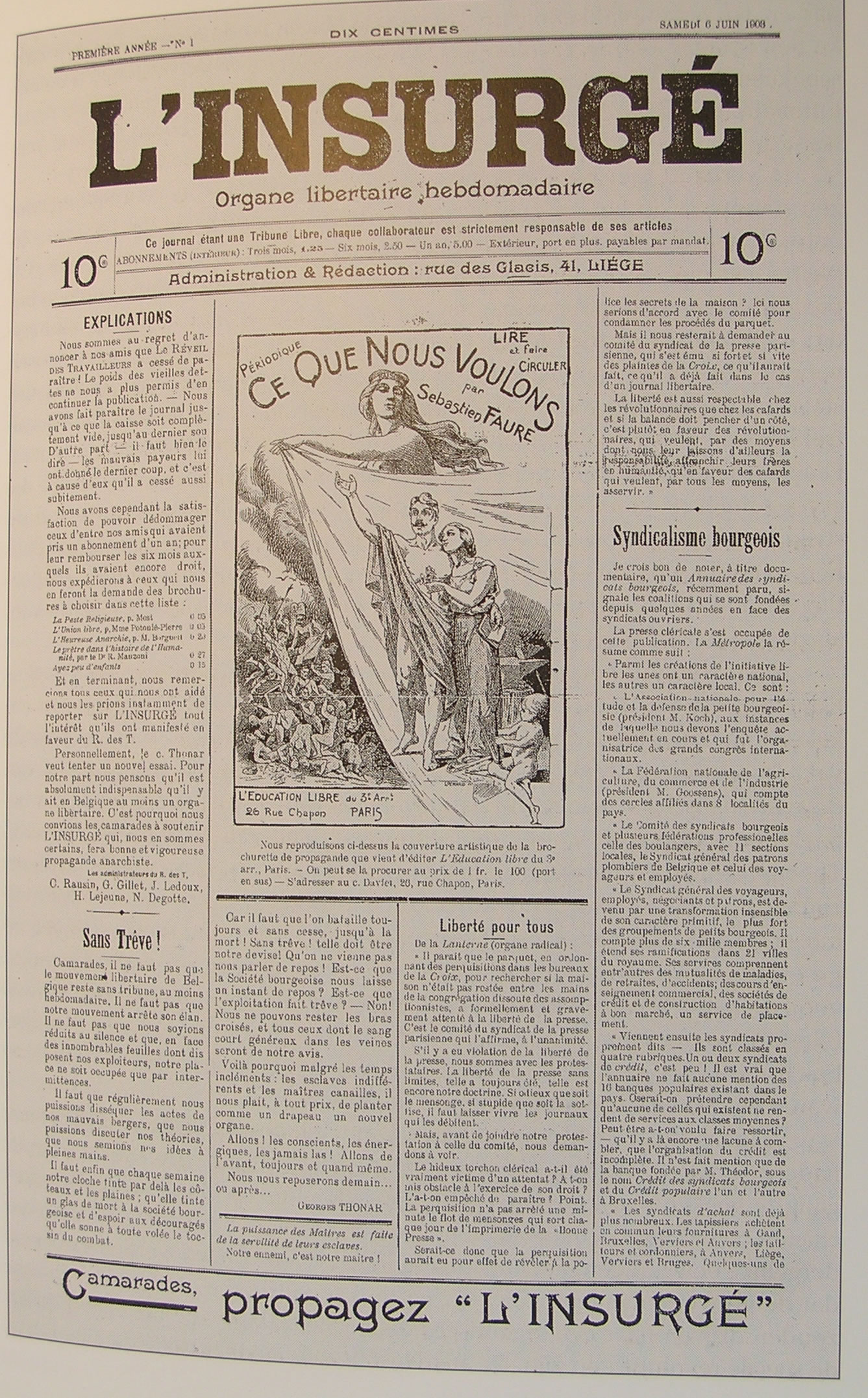
L'Insurgé, 6 juni 1903.
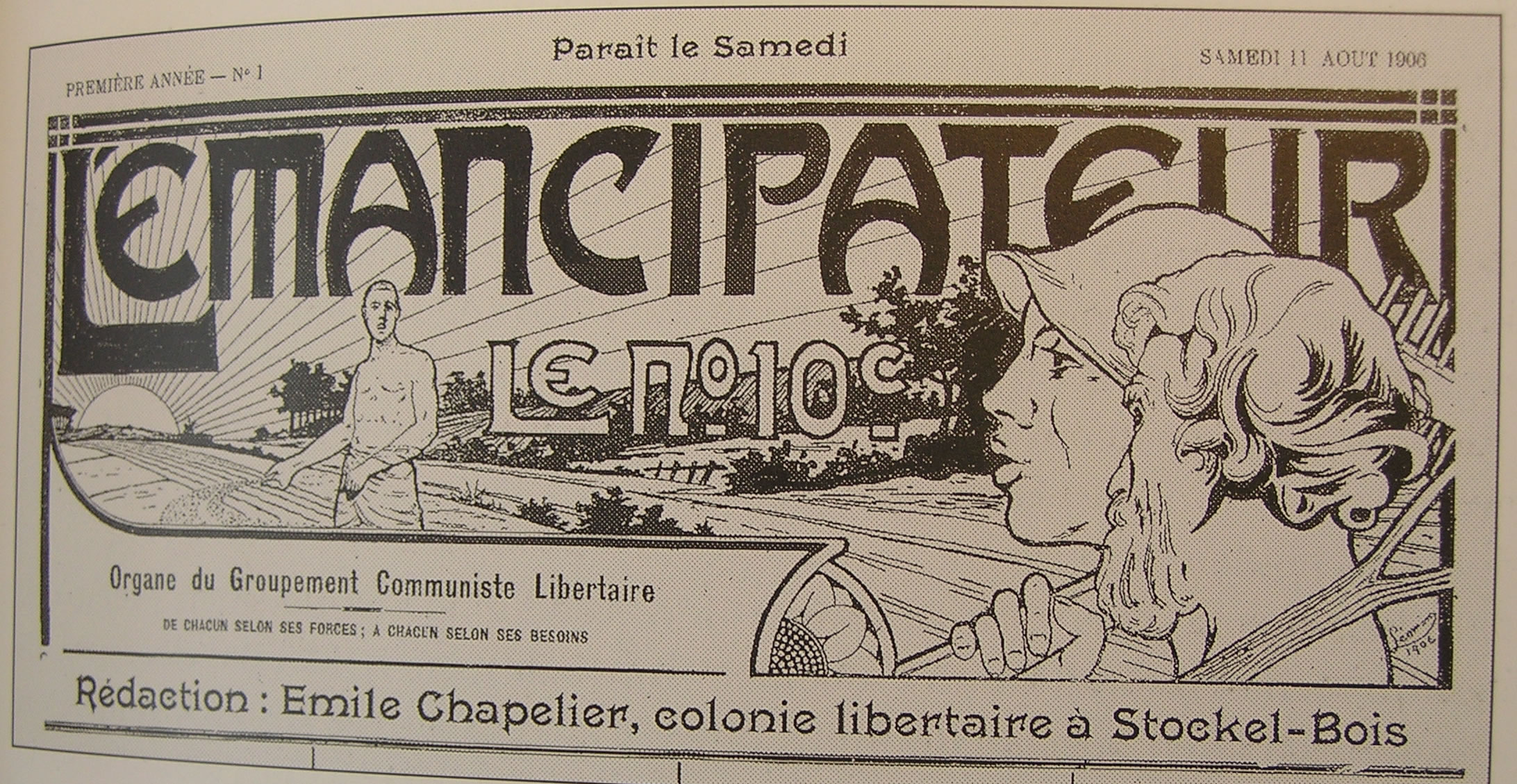
L'Émancipateur, « Organe du Groupement Communiste Libertaire », 11 augustus 1906.
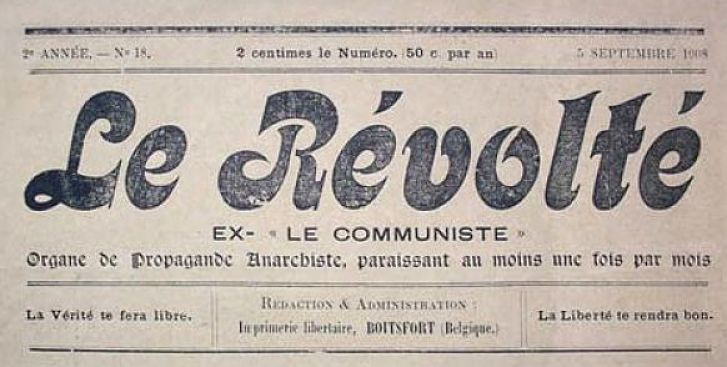
Le Révolté, Brussel, 1908.

## Publicatie
- (en)  Gassy Marin en Émile Chapelier, Anarchists and the international language esperanto ; with an appendix explaining the elements of the language, London, Freedom, 1908.[6]